# 貝伯湖
53°1′20″N 13°35′10″E / 53.02222°N 13.58611°E
貝伯湖（德語：Bebersee），是德國的湖泊，位於該國東北部，由勃蘭登堡州負責管轄，處於烏克馬克縣，長0.3公里、寬0.1公里，面積0.02平方公里，海拔高度56米。